# Sécheval
Sécheval ist eine französische Gemeinde mit 536 Einwohnern (Stand: 1. Januar 2022) im Département Ardennes in der Region Grand Est; sie gehört zum Arrondissement Charleville-Mézières und zum Kanton Charleville-Mézières-2.

## Geographie
Sécheval liegt etwa 26 Kilometer nordwestlich von Sedan im Wald der Ardennen zwischen Maas und dem See Lac des Vieilles Forges. Die Gemeinde liegt im 2011 gegründeten Regionalen Naturpark Ardennen. Umgeben wird Sécheval von den Nachbargemeinden Les Mazures im Westen und Norden, Deville im Nordosten, Monthermé im Nordosten und Osten, Bogny-sur-Meuse im Osten, Damouzy im Südosten und Süden, Montcornet im Süden sowie Renwez im Südwesten und Westen.

## Bevölkerungsentwicklung
| Jahr                       | 1962 | 1968 | 1975 | 1982 | 1990 | 1999 | 2006 | 2019 |
| Einwohner                  | 291  | 279  | 321  | 348  | 408  | 395  | 479  | 561  |
| Quellen: Cassini und INSEE |      |      |      |      |      |      |      |      |

## Sehenswürdigkeiten
- Kirche Saint-Lambert